# Blazer (Kleidungsstück)

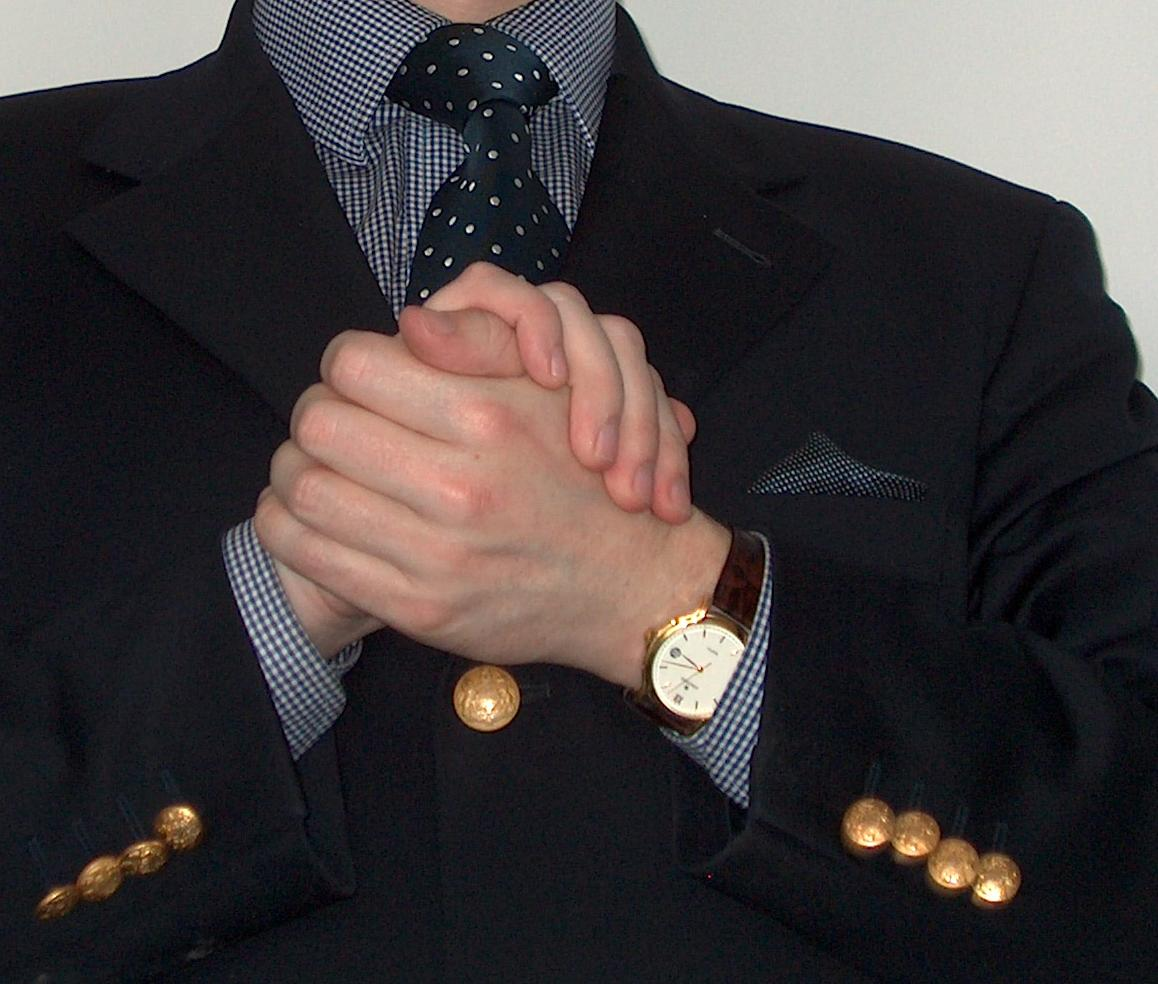
Einreihiger Blazer

Der Blazer ist eine sportliche Jackenform für Damen, Herren und Kinder, ohne verbindliche Regeln des Schnitts, einreihig oder zweireihig, mit steigendem oder fallendem Fasson (Reversform). Ein wesentliches Stilelement traditioneller Blazer ist der Wappenschild (frz. Blason) auf der Brusttasche. Der klassische Blazer unterscheidet sich in den ursprünglicheren Formen von Sakko oder Anzugjacken außerdem vor allem durch glänzende Metallknöpfe und durch die Verwendung von Farben und Stoffen aus der Tradition von Uniformen.

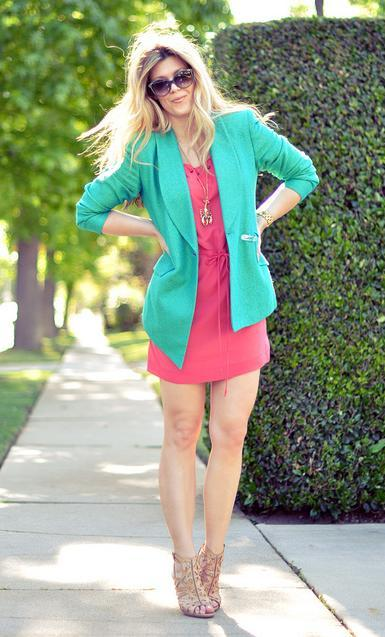
Frau mit einem blaugrünen Blazer (2011)

## Ursprung der Bezeichnung
Trotz anderslautender Quellen ist es unwahrscheinlich, dass der Begriff zuerst 1837 durch einen Besuch Königin Victorias auf der HMS Blazer entstand. Es bestehen keine zeitgenössischen Quellen dafür; die erste Erwähnung des Begriffs im Oxford English Dictionary ist aus dem Jahr 1880. Eine bessere Erklärung ist, dass der Name von den flammendroten Uniformjacken des Lady Margaret Ruderklubs vom St John’s College in Cambridge (siehe dazu weiter unten) stammt (engl. to blaze „lodern, aufflammen, aufleuchten, funkeln, glänzen“).

## Navy Blazer
Zu nennen ist erstens der zweireihige, meist aus Kammgarnschurwolle gefertigte sog. Navy Blazer. Er ist stets marineblau und hat zwölf goldfarbene Knöpfe, oft mit geprägtem Wappen, davon sechs große auf der Front. Er verfügt über eine Brust- und zwei Pattentaschen sowie zwei Seitenschlitze. Historisch geht er auf britische Marinejacken des 19. Jahrhunderts zurück. Nach einer vielfach publizierten Ansicht verdankt der Navy Blazer diesem Ursprung auch seinen Namen: Die Jacke soll 1837 erstmals anlässlich eines Besuchs von Königin Viktoria auf der Fregatte HMS Blazer angefertigt worden sein. Aufgrund des königlichen Wohlgefallens habe sie zunächst Verbreitung in der gesamten Marine und später den Weg auch in die zivile Herrenmode gefunden, in der sie heute wegen ihrer Zwitterstellung zwischen formeller und informeller Garderobe einen schweren Stand hat. Es ist allerdings zu vermerken, dass es für diese Theorie offenbar keine zeitgenössischen schriftlichen Quellen gibt.

## Einreiher
Daneben gibt es den einreihigen Blazer, der seine Wurzeln in den Clubjacken der englischen Rudervereine hat. Anders als der Navy-Blazer muss er nicht zwingend dunkelblau sein; die Jacken des Lady Margaret Boat Club des St John’s College in Cambridge sind sogar flammend rot. Im Allgemeinen haben sich aber auch beim einreihigen Blazer andere Farben als Dunkelblau kaum durchgesetzt. Die zweitmeistgetragene Farbe ist Schwarz.
Er trägt elf goldfarbene Knöpfe, davon drei auf der Front. Teilweise wurden die Goldknöpfe durch blaue oder Email-Knöpfe ersetzt, was den spezifischen Charakter des Kleidungsstücks allerdings zu verwischen droht.
Ursprünglich mit drei aufgesetzten Taschen versehen, wurde er in dieser Hinsicht meist dem Navy Blazer angepasst und wird heute meist mit Pattentaschen geschnitten. Für den Schnitt gibt es keine verbindlichen Regeln.
In seiner einreihigen Form ist der Blazer Bestandteil zahlreicher Schuluniformen im angloamerikanischen Raum sowie eine beliebte Freizeitjacke, die gerne mit Flanell-, Chino- oder auch Jeans-Hosen getragen wird.